# Walli
Walli, pseudonimo di André Van Der Elst (Schaerbeek, 6 aprile 1952 – 23 giugno 2021), è stato un fumettista belga.

## Biografia
André Van Der Elst è nato il 6 aprile 1952 a Schaerbeek. Walli disegnava già fumetti a scuola. Ogni anno inviava i suoi lavori alla redazione del Journal de Tintin, ricevendo anche una lettera di incoraggiamento da Hergé. Ha frequentato la Scuola Normale Charles Buls di Bruxelles. Walli era un insegnante di formazione. Per migliorare le sue capacità, seguì le lezioni del sabato pomeriggio con Géri , che lo presentò all'editore di Tintin, Henri Desclez . Desclez lo mandò da Daniel Hulet per fare delle prove su San Antonio e per imparare i trucchi del mestiere. Nel 1977, Walli pubblicò la sua prima storia su Tintin, intitolata l'Œuf. Insieme a Bertrand Dupont, disegnò poi Touky le Toucan, una serie di animali pubblicata nel 1977 e 1978 dall' Éditions du Lombard su sceneggiatura di Bob de Groot. Per la rivista olandese Eppo disegna Kommerkat dopo Uco Egmond.
Nel 1980, anno cruciale per l'autore, assiste Turk e Bob de Groot su Clifton (Une panthère pour le colonel), poi si occupò della serie Modeste et Pompon, una creazione di Franquin rapidamente aiutato da Bom nella sceneggiatura. Nello stesso anno, dirige anche Cosmic Connection, una serie che tratta di problemi ecologici, sempre con Bom alla sceneggiatura.
Nel 1983, Walli si cimenta nella ripresa di un personaggio, Klaxon,, creazione minore di Raymond Macherot su una storia breve di quattro tavole, poi riprende la serie Chlorophylle, creazione di Raymond Macherot dopo un primo episodio sceneggiato da Bob De Groot e poi con Bom alla sceneggiatura, fino al 1989. Nel 1988 pubblicò sulla rivista per ragazzi Pif Gadget una storia breve su Ercole su sceneggiatura di François Corteggiani. Nel 1990, il duo Walli-Bom crea Gil Sinclair, un eroe aviatore, una serie pubblicata prima sulla rivista Hello Bédé e poi in quattro albi pubblicati da Le Lombard dal 1990 al 1994. Lo stesso duo di autori creò anche la serie Sam & Katz , detective dell'impossibile, pubblicata nei periodici Tremplin, Bonjour delle Éditions Averbode. Nel 2004 si è concentrò sull'illustrazione di libri per bambini.
D'altra parte, Walli è un astronomo dilettante fin dall'adolescenza ed è uno dei membri fondatori dell'associazione info-Cosmos. Ha pubblicato Astro-test - Tests du matériel d'observation de l'astronome (Vuibert, 2008) (BNF 41276067),.
Nel 2008 hpubblico un libro intitolato Le vélo vert autour de Bruxelles: 25 promenades nature con il suo vero nome, in cui condivide la sua passione per la bicicletta e il suo amore per Bruxelles , edito da Jourdan le Clercq.
Nel 2009, con Bom, ha pubblicato il libro Le Vol de l'Agneau Mystique: l'histoire d'une incroyable énigme
Il 1º aprile 2016 ha pubblicato con il suo vero nome il libro Les plus Belles Balades à vélo: 12 boucles en famille à Bruxelles in cui racconta la sua passione per la bicicletta e il suo amore per Bruxelles, edito da Éditions Racine16.
La sua grafica è caratterizzata da un tratto vivace e rotondo, che ricorda Dupa.
Ha vissuto a Neder-Over-Heembeek, nella periferia nord di Bruxelles.
È morto il 23 giugno 2021 all'età di 69 anni.

## Opere

### Gil Sinclair fumetti (1990-1994)
1. L'Île truquée, Le Lombard, Bruxelles, dicembre 1990 - Sceneggiatore: Bom - Illustrazioni: Walli - Colore: Dominique de Hollogne[21]
2. Le Carnet rouge, Le Lombard, Bruxelles, ottobre 1991 - Sceneggiatore: Bom - Illustrazioni: Walli - Colore: quadricromia[22]
3. Mission nid d'aigle, Le Lombard, Bruxelles, aprile 1993 - Sceneggiatore: Bom - Illustrazioni: Walli - Colore: quadricromia[23]
4. Le Murmure de Berlin, Le Lombard, Bruxelles, giugno 1994 - Sceneggiatore: Bom - Illustrazioni: Walli - Colore: quadricromia[24]

### Collettivi
- Le Lombard, Bruxelles, settembre 1981 - Sceneggiatura e colori: collettivo - Disegno: collettivo compreso il contributo Walli - Prefazione di Raymond Leblanc
- Le Lombard, Bruxelles, 1983 - Sceneggiatura e colori: collettivo - Disegno: collettivo compreso il contributo Walli[25]
- Le Lombard, Bruxelles, novembre 1986 - Sceneggiatura e colori: collettivo - Disegno: collettivo compreso il contributo Walli[26]
- 2, M.C. Productions, novembre 1988 - Sceneggiatura: collettiva - Disegno: collettivo, compreso il contributo Walli - Colore: processo in quadricromia[27]

1. ↑  (NL) Walli (69) overleden, su Stripspeciaalzaak, 24 giugno 2021. URL consultato il 21 febbraio 2023.
2. ↑  Walli ha scelto questo pseudonimo come omaggio al suo eroe, l'astronauta Walter Schirra
3. 1 2 3 4 5 6 7   Walli - Chlorophylle Intégrale, su www.krcko.top,  p. 152. URL consultato il 21 febbraio 2023.
4. 1 2   Van Der Elst André (Walli) dans Tintin, su bdoubliees.com. URL consultato il 21 febbraio 2023.
5. 1 2 3 4 5 6  (FR) Walli rejoint les étoiles… | BDZoom.com, su bdzoom.com. URL consultato il 21 febbraio 2023.
6. 1 2  (FR) Décès de Walli, dessinateur de Chlorophylle et Modeste & (...), su ActuaBD. URL consultato il 21 febbraio 2023.
7. ↑  Jean-Luc Vernal cherchait des gags pour boucher des espaces vides dans Tintin, l'idée originale étant de Daniel Hulet.
8. ↑  Walli lavora nello stesso formato di Turk, ovvero 29 x 39 cm.
9. ↑  Un demi-siècle d’aventures t. 2: 1970 - 1996, p. 81.
10. 1 2  Macherot ha approvato la ripresa di Walli e lo ha autorizzato a utilizzare il personaggio di Antracite.
11. ↑   Van Der Elst André (Walli) dans Vaillant/Pif, su bdoubliees.com. URL consultato il 21 febbraio 2023.
12. ↑   Walli - Chlorophylle Intégrale, su www.krcko.top,  p. 286. URL consultato il 21 febbraio 2023.
13. ↑  (EN) Walli, su lambiek.net. URL consultato il 21 febbraio 2023.
14. ↑   André Van der Elst, Astro-tests :  tests du matériel d'observation de l'astronome, Vuibert, 2008, ISBN 978-2-7117-2059-0. URL consultato il 21 febbraio 2023.
15. ↑  (FR) Der elst andre Van, Le Vélo Vert Autour de Bruxelles, JOURDAN EDITION, 2015, ISBN 2874660213.
16. 1 2   Walli e Maatschappij voor het Intercommunaal Vervoer te Brussel, Le vélo vert autour de Bruxelles, Jourdan le Clercq. Bruxelles, 2008, ISBN 978-2-87466-021-4. URL consultato il 21 febbraio 2023.
17. ↑   Michel de Bom, Le vol de l'agneau mystique, Jourdan, 2009, ISBN 978-2-87466-086-3, OCLC 489374423. URL consultato il 21 febbraio 2023.
18. ↑   André. Van der Elst, Les plus belles balades à vélo : 12 boucles en famille à Bruxelles, 2016, ISBN 978-2-87386-966-3, OCLC 961827097. URL consultato il 21 febbraio 2023.
19. ↑  Dictionnaire mondial de la bande dessinée (édition 2010), p. 908.
20. ↑   Walli - Chlorophylle Intégrale, su www.krcko.top,  p. 295. URL consultato il 21 febbraio 2023.
21. ↑   Walli, L'île truquée, Ed. du Lombard, 1990, ISBN 2-8036-0897-9, OCLC 718113408. URL consultato il 21 febbraio 2023.
22. ↑   Walli, Le carnet rouge, Ed. du Lombard, 1991, ISBN 2-8036-0957-6, OCLC 716581098. URL consultato il 21 febbraio 2023.
23. ↑   Walli, Mission Nid d'aigle, Lombard, 1993, ISBN 2-8036-1026-4, OCLC 716581287. URL consultato il 21 febbraio 2023.
24. ↑   Bom, Le murmure de Berlin., Le Lombard, 1994, ISBN 2-8036-1088-4, OCLC 417132398. URL consultato il 21 febbraio 2023.
25. ↑   Derib, Capitaine Ryan : une histoire du Journal Tintin, Editions du Lombard, 1983, ISBN 2-8036-0421-3, OCLC 84080322. URL consultato il 21 febbraio 2023.
26. ↑   Philippe Goddin, L'Aventure du journal Tintin : 40 ans de bandes dessinées, Lombard, 1986, ISBN 2-8036-0574-0, OCLC 21922959. URL consultato il 21 febbraio 2023.
27. ↑   Parodies. 2., M.C. Productions, 1988, ISBN 2-87764-011-6, OCLC 37321119. URL consultato il 21 febbraio 2023.

### Libri
- Jean-Louis Lechat, Un demi-siècle d'aventures t. 2: 1970 - 1996, Bruxelles, Le Lombard, 5 dicembre 1996, 224 p., illustrato ISBN 280361233X, OCLC 37995939, BNF 37539082, pp. 55, 62, 67, 81, 93, 158, 199. (Libro utilizzato per la stesura dell'articolo).
- Patrick Gaumer, "Walli", in Dictionnair mondial de la BD, Paris, Larousse, 2010, 953 p., ill. ; 27 cm ISBN 978-2-0358-4331-9 e 2-0358-4331-6, OCLC 920924930, p. 908.  (Libro utilizzato per la stesura dell'articolo).
- Philippe Mellot, Michel Denni, Laurent Turpin e Isabelle Morzadec, Trésors de la bande dessinée: BDM 2021-2022 - Catalogue encyclopédique & Argus, Paris,, novembre 2020, 1700 p., ill. ; 23 cm ISBN 9791037502582, OCLC 1240308146, pp. 28, 246, 750, 751, 1219
- Walli (intervistato da Antoine de Filippis, Attila Juhas), Chlorophylle - Intégrale, opera non commerciale, senza scopo di lucro, realizzata da appassionati, coll. "Ultimate collection", 27 giugno 2021, 306 pag, pp. 10, 58, 76, 94, 130, 132, 134, 152, 170, 228, 229, 283-296. (Libro utilizzato per la stesura dell'articolo).

### Articoli
- Charles-Louis Detournay, "Décès de Walli, dessinateur de Chlorophylle et Modeste & Pompon", ActuaBD, 25 giugno 2021
- Henri Filippini e Gilles Ratier, "Walli si unisce alle stelle.", BDZoom, 25 giugno 2021